# Сенгебау, Джерлин Удуч
Джерлин Удуч Сенгебау Сеньор (англ. Jerrlyn Uduch Sengebau Senior) — юрист, судья и политик Палау, занимает должность вице-президента Палау с 2021 года. Ранее она была членом сената Палау с 2013 года, пока не вступила в должность вице-президента.
Она училась в начальной школе на Палау, а затем получила среднее образование на Гавайях. Впоследствии она училась в Гавайском университете, получив степень бакалавра искусств, а затем в 1993 году получила степень доктора юридических наук. Она вернулась на работу на Палау в качестве штатного поверенного Микронезийской корпорации юридических услуг, а также работала помощником генерального прокурора, помощником судьи Земельного суда и помощником судьи в апелляционной палате Верховного суда Палау. Она была старшим судьей Земельного суда с 2003 года до своей отставки в 2007 году. Затем она работала юристом в частной практике до своего избрания в парламент в 2013 году.
Впервые она была избрана в Сенат на выборах 2012 года. В свой первый срок она внесла закон о декретном отпуске и запрете дискриминации в отношении беременных женщин, а также выступала за гендерное равенство на государственной службе. Она также создала неправительственную организацию «Центр расширения прав и возможностей женщин Палау» для поддержки женщин на руководящих должностях. Она была переизбрана на выборах 2016 года. Ранее она была председателем комитета Сената по судебным и правительственным вопросам, но ушла в отставку в июле 2017 года.